# Кисельов Дмитро Костянтинович
Дмитро́ Костянти́нович Кисельо́в (рос. Дмитрий Константинович Киселёв; 26 квітня 1954, Москва, РРФСР, СРСР) — російський телеведучий, журналіст та пропагандист, заступник генерального директора Всеросійської державної ТРК (з 2008), генеральний директор російського державного міжнародного інформаційного агентства «Росія сьогодні» (з 9 грудня 2013), ведучий телепрограми «Вісті тижня з Дмитром Кисельовим» на телеканалі «Росія-1». Рупор Кремля. Занесений до переліку осіб, які створюють загрозу нацбезпеці України.
Дмитро Кисельов часто звинувачується у пропаганді та фінансувані сепаратистських терористичних організацій. Негативну реакцію викликає, зокрема, його позиція щодо України (Євромайдану, окупації Криму Росією і російсько-української війни на сході України) і пропаганда гомофобії.
З 7 січня 2023 року перебуває під санкціями РНБО за антиукраїнську діяльність.

## Життєпис
Народився в Москві. У 1978 році закінчив відділ скандинавської філології філологічного факультету Ленінградського державного університету імені А. О. Жданова.

## Робота на радіо і ТБ
Після університету працював на Центральному радіомовленні на зарубіжні країни Держтелерадіо СРСР у норвезькій, польській редакціях. З 1988 по 1991 рік працював на Центральному телебаченні СРСР, де був кореспондентом програми «Час». З кінця 1989 по січень 1991 року ведучий інформаційної програми «Телевізійна Служба Новин», що виходила на Першій програмі Центрального телебачення. З 1991 по кінець 1996 року ведучий нічного випуску новин Першого каналу, а з березня 1995 року ведучий актуального інтерв'ю «Година пік». З 2003 по 2006 рік ведучий щоденної інформаційно-аналітичної програми телекомпанії «Росія», «Вісті+», ведучий актуального інтерв'ю «Детально з Дмитром Кисельовим», ведучий суспільно-політичного ток-шоу «Національний інтерес». У 2006—2008 роках співведучий вечірнього випуску новин (вів спільно з Марією Сіттель, при цьому хронометраж вістей було збільшено з 30 до 50 хвилин), продовжував вести програму «Національний інтерес». Також співпрацював з ARD, RTL, японською телекомпанією NHK.

### Ведучий програми «Година пік»
3 березня 1995 року, після вбивства Лістьєва, був призначений ведучим програми «Година пік», яка йшла на Першому каналі Останкіно, а з 3 квітня — на щойно створеному каналі ГРТ. Спочатку вів програму по черзі з Сергієм Шатуновим, але після його відходу, з 25 квітня по 28 вересня 1995 року вів програму одноосібно. Паралельно був ведучим програми «Вікно в Європу». З початку жовтня 1995 вів програму по черзі з Андрієм Разбашем. Остаточно пішов з програми 25 вересня 1996 року.

### Період роботи на російському ТБ протягом 1997—2003
З 1997 по 2003 вів ток-шоу «Національний інтерес», яке виходило спочатку на РенТБ, потім на телеканалі РТР з вересня 1997 по травень 1998 року, потім на ТВЦ (як «Національний інтерес-2000»), а потім на каналі ICTV. З 1999 по 2000 рік ведучий нічного випуску інформаційної програми телекомпанії ТВЦ «Події», актуального інтерв'ю «В центрі подій», суспільно-політичного ток-шоу «Національний інтерес».

### Робота в Україні
З 2000 по 2003 рік ведучий актуального інтерв'ю телекомпанії ICTV «Детально з Дмитром Кисельовим», ведучий суспільно-політичного ток-шоу «Національний інтерес», головний редактор служби інформації телекомпанії ICTV.
У квітні 2004 року Дмитро Кисельов разом з Олександром Богуцьким та Олександром Ткаченком виступав проти зобов'язання українських телеканалів мовити лише українською мовою, вважаючи, що Україна є країною реальної двомовності.
Під час Президентських виборів 2004 Дмитро Кисельов брав активну участь у просуванні кандидата у президенти Віктора Януковича, якому був лояльний власник каналу ICTV Віктор Пінчук. Проте в розпал Помаранчевої революції, 26 листопада 2004 журналісти каналу на зустрічі з генеральним директором каналу Олександром Богуцьким висловили недовіру Дмитру Кисельову, заявивши, що він спотворює новини. Через три дні гендиректор заявив про відсторонення Кисельова від посади керівника новин. Проте його заступник Олександр Семирядченко заявляв, що він досі працює на каналі. Після перемоги Віктора Ющенка журналіст продовжив роботу в Україні до 2006 року.
Ось як він описував роботу в Україні в одному із своїх інтерв'ю у 2010 році:
|  | Это были яркие годы. Я недавно был в Киеве, на десятилетии «Фактов» (ICTV), которые впервые вышли в эфир 17 сентября 2000 года. Я запускал этот проект — был главным редактором и ведущим. Потом пришла новость о том, что пропал Гонгадзе, и понеслось. Пленки Мельниченко, носили театрализованный гроб с Кучмой по Крещатику, сжигали его чучело. Уже тогда оппозиция начала разрушать институты государства. А потом пришла сама на руины этих институтов. Ющенко стал президентом тогда, когда институт президентства его же усилиями был просто разрушен, и президент не имел никакого авторитета. Он одержал пиррову победу... |

В тому ж самому інтерв'ю журналіст зізнався, що найскладнішими ефірами для нього були пов'язані з темою отруєння Віктора Ющенка.
|  | Наверное, это эфиры, связанные с темой отравления Ющенко. Тогда же он сделал заявления о том, что я повинен в смерти его мамы (мол, она смотрела мои передачи и умерла). Справедливости ради надо сказать, что его мама умерла за три недели до первого моего выхода в эфир по теме отравления. Это была чистая ложь со стороны президента. |

.
Протягом 2007-2008 років писав статті для українського профільного видання "TELECITY".

### Робота на телеканалі«Росія»
Потім працював над програмами «Ранкова розмова», «Авторитет» і з документальними програмами. З 2005 року — ведучий програми «Вісті+». З 2006 року — ведучий програми «Вісті» в парі з Марією Сіттель. Також був автором і ведучим ток-шоу «Національний інтерес» на каналі «Росія».
З серпня 2008 по серпень 2012 року був заступником генерального директора ВДТРК, при цьому він залишив програму «Вісті». У березні 2012 замінив Сергія Кургіняна в програмі «Історичний процес».
З серпня 2012 року — ведучий програми «Вісті тижня».

## Критика
З приходом на державний телеканал, Кисельов, будучи у 1990-х однією з осіб незалежної журналістики, людиною абсолютно західних ліберальних поглядів, почав відкрито підтримувати державну політику, партію «Єдина Росія» і Володимира Путіна.
7 жовтня 2012 року (в день 60-річчя Путіна), в ході програми «Вістей тижня», Дмитро Кисельов присвятив цій події коментар тривалістю 12 хвилин 41 секунда. В ньому він порівняв президента з Йосипом Сталіним:

«За масштабом діяльності Путін-політик зі своїх попередників XX століття зіставний лише зі Сталіним. Методи — принципово інші. Ціна сталінського прориву неприйнятна, але масштаб завдань з облаштування країни такий. Після Сталіна кожен наступний кремлівський лідер знижував планку амбіцій, і до зміни тисячоліть Росія підійшла знекровленою, деморалізованою і розірваною… У результаті загнемо пальці: боєздатність армії відновлена, ядерний баланс підтверджений, територіальна цілісність збережена, зарплата росіян зросла в рублях у 13 разів, пенсія — у 10. Росія при цьому вільна як ніколи в своїй історії».
Оригінальний текст (рос.)
[По масштабу деятельности Путин-политик из своих предшественников XX века сопоставим лишь со Сталиным. Методы — принципиально другие. Цена сталинского прорыва неприемлема, но масштаб задач по обустройству страны таков. После Сталина каждый следующий кремлевский лидер снижал планку амбиций, и к смене тысячелетий Россия подошла обескровленной, деморализованной и разорванной… В результате загнем пальцы: боеспособность армии восстановлена, ядерный баланс подтвержден, территориальная целостность сохранена, зарплата россиян выросла в рублях в 13 раз, пенсия — в 10. Россия при этом свободна как никогда в своей истории.] Помилка: {{Lang}}: текст вже має курсивний шрифт (допомога)

Цей коментар викликав критику з боку деяких опозиційно налаштованих представників журналістської спільноти, які вважали його автора лицеміром і конформістом.
Під час Євромайдану часто звинувачувався в дезінформації подій в Україні. Так, наприклад, у сюжеті «Українське віче» програми «Вісті тижня» (телеканал «Росія-1» випуск від 8 грудня 2013 року) Кисельов порушив хронологію подій 30 листопада та 1 грудня 2013 року. Російська Громадська колегія зі скарг на пресу 13 лютого 2014 року розглянула скаргу української Комісії з журналістської етики в особі її голови Володимира Мостового на програму «Вісті тижня» та її ведучого Дмитра Кисельова і дійшла висновку, що це порушення хронології було дезінформацією, спрямованою на російського телеглядача та російську громадську думку.
Український журналіст Віталій Седюк у прямому ефірі новин «Росія-24» з Євромайдану у Києві передав телеканалу «Росія 24» і Дмитру Кисельову «Оскар» за брехню.
9 грудня 2013 року Дмитро Кисельов, як один з головних російських провладних журналістів, Указом Президента Росії був призначений генеральним директором новоствореного федерального державного унітарного підприємства Міжнародне інформаційне агентство «Росія сьогодні».
Значний негативний резонанс викликало твердження Кисельова, що Росія — єдина країна, яка «здатна перетворити США в радіоактивний попіл», у програмі «Вісті тижня» 16 березня 2014 року.

### Кримінальне переслідування в Україні

Країни, в які заборонено в'їзд Дмитру Кисельову

4 липня 2014 року, Служба безпеки України відкрила кримінальне провадження щодо Дмитра Кисельова за статтею «фінансування тероризму, сприяння терористичної діяльності». Очільник СБУ Валентин Наливайченко заявив, що Кисельов фінансує сепаратизм на Східній Україні через Міжнародний інститут преси, який очолює російський журналіст. Сам Кисельов вважає звинувачення проти себе «продовженням фантазій нациків»

## Санкції
У вересні 2015 року Дмитро Кисельов був включений до санкційного списку (номер 60 у списку) запровадженого Україною у відповідь на російську збройну агресію.
11 березня 2015 року до санкційного списку Канади.
14 березня 2020 року Дмитро Кисельов був доданий до санкційного списку Євросоюзу.
2 квітня 2020 року доданий до санкційного списку Швейцарії.
18 червня 2022 року був доданий до санкційного списку Австралії.
6 січня 2023 року Дмитро Кисельов повторно доданий до санкційного списку України.(39 пункт додатку).
07 лютого 2024 року, Міністерство юстиції України подало до Вищого антикорупційного суду позов про застосування до Кисельова Дмитра Костянтиновича санкції передбаченої пунктом 11 частини 1 статті 4 Закону України «Про санкції».

## Особисте життя
Одружений шостим чи сьомим шлюбом, має трьох дітей. Дружина — Марія; спільні діти Костянтин і Варвара, син Марії — Федір. Син Гліб від четвертого шлюбу.
Є старший брат, який емігрував з СРСР в 1980-ті роки і проживає в даний час в США. Син брата Сергій Кисельов, який проживає в Німеччині і має громадянство цієї країни, брав участь в війні на Донбасі на стороні ОРДЛО республік, де дослужився до звання заступника командира взводу. За службу на стороні ОРДЛО отримав в Німеччині тюремний термін.

## Цікаві факти
- Кисельов володіє чотирма іноземними мовами: англійською, французькою, норвезькою і шведською[46].
- Дмитро Кисельов також має дачу в Коктебелі в окупованому Росією Криму.

## Нагороди
- Медаль Пам'яті 13 січня (1994 р.)[47][48];
- Орден Дружби (2011 р.)[49];
- Орден «За заслуги перед Вітчизною» IV ступеня (13 лютого 2014 р.)[50];
- Орден преподобного Сергія Радонезького II ступеня (2014 р.)[51].